# Anomotaenia brevis
Anomotaenia brevis (лат.) — вид ленточных червей из семейства дилепидид (Dilepididae). В качестве окончательных хозяев описаны большой пёстрый дятел, белоспинный дятел, седой дятел. Распространены от Западной Европы и Северной Африки до Дальнего Востока России. В Европе развитие личинок протекает в муравьях Temnothorax nylanderi.

## Строение
Сколекс несёт 4 присоски и вооружён 24 крючьями, расположенными в два ряда. Взрослая стробила достигает 5 мм в длину, составлена 12—15 проглоттидами. Проглоттида становится половозрелой, когда достигает 12—13-го положения в составе стробилы. Как и у других циклофиллид, матка слепо замкнутая. После осеменения она постепенно заполняется яйцами и увеличивается в размере за счёт развития двух продольных боковых ветвей, направленных назад. В завершение развития проглоттиды стенки матки разрушаются, яйца заполняют всю полость проглоттиды. Диаметр яйца составляет около 40 мкм, диаметр онкосферы — около 30 мкм.

## Влияние на поведение муравьев
Находясь в полости тела муравья, цистицеркоид Anomotaenia brevis влияет на экспрессию генов в головном мозге и брюшке хозяина, воздействуя на его физиологию и поведение. Заражённые рабочие муравьи обладают более светлой, слабо склеротизированной кутикулой, они большее время проводят в гнезде и обладают значительно больше продолжительностью жизни, вероятно, близкой к таковой у королев.